# Паралакса
Паралакса (грч. parallaxis — одступање) привидна је промена положаја објекта у односу на позадину услед разлике у положају два посматрача, промене положаја посматрача или услед кретања посматрача великим брзинама. Квантитативно, паралакса је угао између две линије вида при посматрању једног објекта из два различита положаја. Ближи објекти имају већу паралаксу од удаљенијих објеката. На тај начин је могуће користити паралаксу за мерење удаљености. У астрономији, паралакса је угао под којим се небеско тело види користећи као базну линију радијус Земље перпендикуларан тачки гледања (дневна паралакса) или радијус Земљине орбите (годишња паралакса). Паралакса зависи од растојања до небеског тела. За Месец, Сунце, планете и комете у границама Сунчевог система, одређује се дневна, а за звезде годишња паралакса. Паралакса је једини директан начин мерења удаљености звезда ван Сунчевог система. У радиологији, паралакса представља парадоксално кретање сенке у зависности од положаја у односу на осу ротације пацијента. Уколико се сенка налази између рендгенске цеви и осе ротације пацијента, помераће се у смеру ротације пацијента. Уколико се налази између осе ротације пацијента и филма, помераће се у супротном смеру.

## Визуелна перцепција
Како су очи људи и других животиња на различитим положајима на глави, оне истовремено приказују различите погледе. Ово је основа стереопсије, процеса којим мозак искориштава паралаксу због различитих погледа ока како би стекао перцепцију дубине и проценио удаљеност до предмета. Животиње такође користе паралаксу кретања, у којој се животиње (или само глава) крећу да би стекле различита гледишта. На пример, голубови (чије очи немају преклапајућа видна поља и због тога не могу да користе стереопсију) померају своје главе горе-доле да би спознали дубину.
Паралакса кретања се такође користи у вртећој стереоскопији, рачунарској графици која даје знакове дубине кроз анимацију померања тачке гледишта, а не кроз бинокуларни вид.

## Триангулација
Триангулација (средњовјековни лат. triangulatio, од лат. triangulum: троугао) је одређивање положаја тачака у тригонометријској мрежи троугла, које се спроводи мерењем углова међу страницама појединих троуглова, уз одређивање дужине најмање једне од страница троугла (база или геодетска основица). Из добијених података израчунавају се остале величине троугла те одређују координате појединих тачака (тригонометрија). На терену се триангулација спроводи мерењем углова између два визурна праваца у некој исходишној тачки, добијених визирањем монокуларом на ознаке постављене на циљним тачкама. Мере се водоравни и вертикални углови; мерење угла може бити оптичко (оптички теодолит) или електронско (тотална станица), уз дигитални приказ и запис, а кадшто је и потпуно аутоматизовано, укључујући визирање. Дужине појединих страница одређују се посебним поступцима и мерним инструментима.

### Удаљеност до објекта мерењем два угла
Триангулација се може искористити за мерење удаљености до објекта:
{\displaystyle \ell ={\frac {d}{\tan \alpha }}+{\frac {d}{\tan \beta }}}
Из тога произлази:
{\displaystyle d=\ell \,/\,({\tfrac {1}{\tan \alpha }}+{\tfrac {1}{\tan \beta }})}
Користећи тригонометријске једначине: tan&nbsp;&alpha; =&nbsp;sin&nbsp;&alpha;&nbsp;/&nbsp;cos&nbsp;&alpha; и , добија се:
{\displaystyle d={\frac {\ell \sin \alpha \sin \beta }{\sin(\alpha +\beta )}}}
Из ове једначине лако се може израчунати удаљеност до објекта, ако се мере два угла према објекту и удаљеност између две мерне тачке.

## Одређивање удаљености Месеца и Сунца
Удаљеност предмета који се могу посматрати из два различита положаја одређују се триангулацијом или мерењем троугла којем је једна страница тражена удаљеност. Уз помоћ математичких израза за косоугаони троугао може се након мерења израчунати вредност удаљености. Иста метода, примењена у астрономији, назива се методом паралаксе. Ако се проматра небеско тело, рецимо Месец (планети или блиска звезда), с крајева Земљине путање око Сунца 1 и 2 (види слику десно), тада ће се Месец уочити на 2 места међу звездама на небу, доћи ће до промене или паралаксе. Али за разлику од триангулације на Земљи, где се мере углови уз геодетску базу, астроном директно одређује угао паралаксе p као онај угао за који се небеско тело помакне на позадини коју чине далеке звезде, мери се директно угао на небеској сфери. Када је геодетска база смештена на Земљи, угао паралаксе зове се дневном паралаксом. Назив потиче од тога што један проматрач може у току дана, због Земљине вртње, да гледа небеско тело из различитих смерова. Уједно, дневна је паралакса доказ Земљине вртње око своје осе. Ако се центар Месеца посматра тако као да се проматрачи налазе на крајевима дужине једнаке полупречнику Земљиног екватора, при чему је Месец у обзору (хоризонту) једном од проматрача, тада се угао паралаксе p назива хоризонтска екваторска паралакса. Том је паралаксом једнозначно одређена удаљеност центра Месеца од центра Земље. Код средње удаљености Месеца од Земље паралакса износи 57 '. Тачност мерења методом паралаксе опада с удаљеношћу небеског тела. Методом паралаксе удаљеност Сунца не може се директно измерити. Да би се стога одредила његова удаљеност, паралактички се мери удаљеност неке планете у тренутку њене најмање удаљености и примењује се познати однос између величина стаза планета и Земље.

### Паралактичко одређивање удаљености звезда
Удаљености звезда први су измерили Фридрих Бесел (1784 – 1846), Фридрих фон Струве (1793 – 1864) и Томас Хендерсон (1798 – 1844) у раздобљу од 1835. до 1838. Иако су основне методе биле познате још од антике (триангулација), откриће је закаснило јер су звезде веома удаљене и мерни инструменти нису били толико прецизни. Да би се измерила паралакса звезда, потребно је узети највећу геодетску базу која је човеку на располагању, а то је стаза Земље око Сунца. Како Земља обилази око Сунца, тако астроном опажа одабрану звезду увек у другом смеру. Из положаја Земље 1 и 2 на супротним крајевима путање, звезда на небеској сфери се види у тачкама P1 и 2. Угаони размак тачака 1 и 2 мери се на небеској сфери директно, а угао p зове се годишња паралакса. Угао годишње паралаксе веома је мали, а удаљеност звезда велика, те полупречник Земљине путање (АЈ) преставља мали одсечак лука на кружници описаној око звезда. Полупречник кружнице једнак је односу лука и централног угла:
јер је годишња паралакса код свих звезда мања од лучне секунде, те се практичнији израз добија ако се радијани замене лучним секундама. Како је 2π rad = 360°, односно 1 rad = 206 265", а , следи да је:
Овдје је уведена нова мерна јединица за удаљеност, парсек (пц). Вреди:
Велике удаљености звезда погодније је уместо у астрономским јединицама или метрима, мерити у парсецима. Удаљеност звезде мерена парсецима једнака реципрочној вредности годишње паралаксе мерене лучним секундама. Један парсек једнак је удаљености с које би се полупречник Земљине стазе око Сунца, постављен нормално, видио под углом од једне лучне секунде (1 "). Удаљености је, међутим, згодно наводити и у светлосним годинама (сг), а истог су реда величине као и парсеци. Вреди:
Прве звезде којима су удаљености биле одређене јесу 61 Лабуда, Вега (26 сг) и α Кентаурa (eng. Alpha Centauri). Најближа звезда до Сунца је Проксима Кентаури, најближа звезда у троструком систему α Кентаура. До даљине од 12 светлосних година (сг) има тридесетак звезда. У просеку те су звезде удаљене једне од друге 6 – 7 сг. Паралактичка метода одређивања удаљености звезда веома је поуздана. Заснива се само на геометријским односима. Удаљеност звезде одређена тим путем, као и сам угао p, назива се још и тригонометријском паралаксом. Метода је употребива докле год се могу мерити углови, до даљине од отприлике 200 светлосних година.

## Оптички нишани
У неким кончаничним оптичким инструментима као што су телескопи, микроскопи или у дурбинским нишанима („опсезима“) који се користе на малокалибарском оружју и теодолитима, паралакса може створити проблеме када се кончаница не поклапа са жаришном равни циљне слике. То је зато што када кончаница и мета нису у истом фокусу, оптички одговарајуће удаљености које се пројектују кроз окулар такође се разликују, а корисничко око ће регистровати разлику у паралаксама између кончанице и мете (кад год се положај ока промени) као релативно померање једно преко другог. Израз паралаксни помак односи се на резултујуће привидно „лебдеће“ кретање кончанице преко циљне слике када корисник помера главу/око бочно (горе/доле или лево/десно) иза нишана, тј. грешка где кончаница не остаје поравната са корисниковом оптичком осом.